# Sutra de Vimalakirti

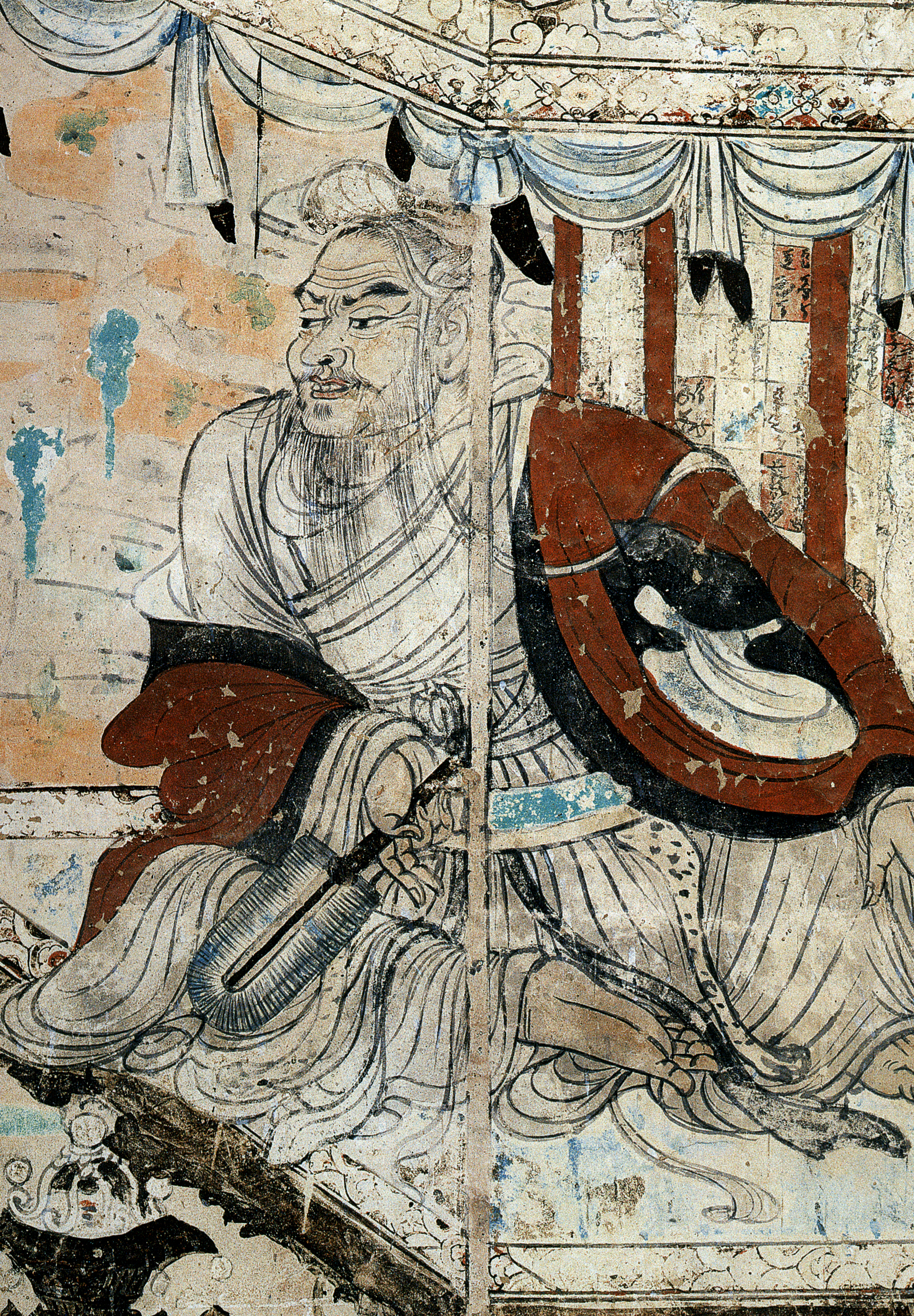
Vimalakīrti en una pintura xinesa del a les Coves de Mogao de la ciutat de Dunhuang, Dinastia Tang.

El Sutra de Vimalakirti (en sànscrit: Vimalakīrti Nirdeśa Sūtra, lit. "Sutra dels consells de Vimalakirti") és un sutra del budisme Mahayana. El seu protagonista és el laic Vimalakīrti, qui és presentat com un contemporani del Buda Shakyamuni. Al llarg de la narració, Vimalakirti exposa el significat de la no dualitat i ensenya, tant a arhats com a bodhisattves, la doctrina de la vacuïtat. Altres temes explorats pel sutra són els mitjans hàbils, les terres pures, la superioritat del Mahāyāna sobre el Hinayana, l'ambivalència dels sexes i la natura del cos d'un Buda. A la majoria de les versions, el text culmina amb l'ensenyament sense paraules del silenci.
Al sutra s'emfatitza la idea que els graus més alts d'il·luminació també poden aconseguir-se fora de la comunitat monàstica, afirmació disputada per la majoria de les escoles budistes a l'època d'aparició del text (possiblement al voltant del 100 d.C.). Es tracta d'un dels sutres Mahāyāna de més influència a Àsia oriental, especialment per la defensa dels practicants no monàstics, el seu ús extensiu de l'humor i la comèdia, i la importància que dóna a la igualtat d'homes i dones en el budisme. Ha estat especialment popular en el budisme Zen.

## Vimalakīrti
En sànscrit, Vimalakīrti significa literalment "fama immaculada": विमल vimala: "pura, immaculada"; कीर्ति kīrti: "fama, glòria". En el sutra, és descrit com un home ric de la ciutat índia de Vaishali, seguidor devot del Buda Shakyamuni.
A més de posseir "innombrables riqueses", el laic Vimalakīrti té esposa i fills, fa servir adorns i joies a la seva vestimenta, i sol visitar llocs que podrien considerar-se profans, les quals coses són elements que contrasten amb les estrictes regles dels monjos budistes recollides al codi monàstic Vinaya. No obstant això, al llarg de la narració, "amb la ment neta i purificada per la seva llarga pràctica del Buddhadharma", Vimalakīrti instrueix amb eloqüència i saviesa diversos bodhisattves i els principals deixebles del Buda -en alguns casos, fins i tot fa befa de la ignorància dels deixebles-.
El text destaca la natura caritativa de Vimalakīrti, especialment l'ús de la seva riquesa per alleujar els més desafavorits i fer ofrenes “a un immensurable nombre de budes”. D'acord amb el sutra, l'obtenció de guanys en les activitats comercials "no li generen cap gaudi en particular" i "la seva impecable observança dels preceptes serveix com una reprimenda a aquells que puguin violar les prohibicions". El seu caràcter de laic li permet visitar llocs il·lícits com cases de joc, amb l'afany de portar el Dharma als qui hi troba.
El sutra el presenta com a model d'upāsaka (practicant laic del budisme).
En la tradició comentarial xinesa, el nom de la seva esposa és Wu Gou (en xinès tradicional, 無垢), el del seu fill Shan Si (善思) i el de la seva filla Yue Shang Nu (月上女), i s'afirma que tots ells són practicants del dharma.

## Orígens i recepció del sutra

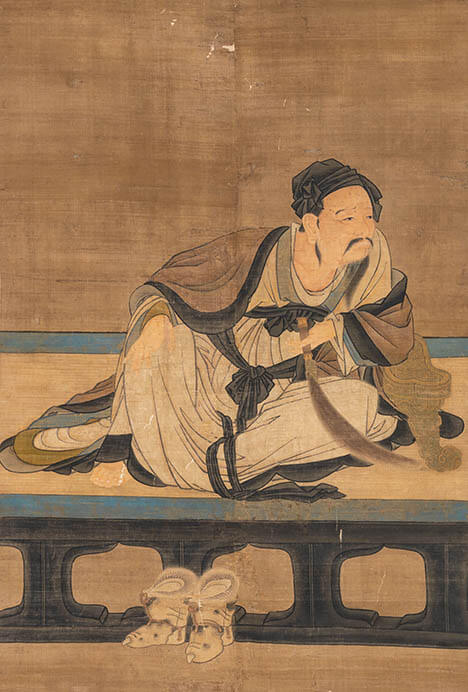
Vimalakirti. Autor anònim, Dinastia Yuan (1271-1368)

El traductor Burton Watson argumenta que el Vimalakīrti Nirdeśa probablement va ser compost al voltant del 100 d. C. Encara que l'original es va perdre durant segles, el 1999 una versió sànscrita va ser recuperada entre la col·lecció del palau de Potala al Tibet.
Va ser traduït al xinès diverses vegades, la primera el 188 d. C., a mans d'un deixeble del monjo budista Lokaksema (xinès : 支婁迦讖 Zhī Lóujiāchèn, de vegades abreujat 支讖 Zhī Chèn), qui va arribar a la Xina des del regne de Gandhara. El sutra va ser traduït sis vegades més en dates posteriors. Dues traduccions al xinès especialment influents són la versió de Kumārajīva (406 d. C.), que ha estat la més utilitzada fins a l'actualitat, i la versió de Xuanzang (650 d.C.). També va ser objecte d'una activitat exegètica enèrgica a l'Àsia Oriental (en canvi, no es coneixen comentaris indis o tibetans). Un fragment d'un comentari molt aviat, possiblement escrit abans del segle iv, ha estat preservat com a manuscrit i pres com a objecte d'un estudi monogràfic.
El sutra ha estat especialment popular a la tradició Chan/Zen. No obstant això, McRae assenyala que el Sutra de Vimalakirti mai no va ser utilitzat per aquesta escola com a objecte de devoció en si mateix, i que cap escola budista es va formar mai al voltant d'aquest text -com sí que ha succeït amb altres sutres cèlebres-, per la qual cosa potser no gaudís d'una popularitat tan gran com altres escriptures centrals.
Richard B. Mather rastreja múltiples causes de la popularitat del text a la Xina, inclòs el seu humor "descarat", la seva crítica als śrāvakes i a l'Abhidharma, i la universalitat i "flexibilitat" de la seva perspectiva. Mather afirma que malgrat el seu menyspreu pels śrāvakes, el sūtra recolza fermament la sangha, i el text té la intenció d'avalar la pràctica del camí del bodhisattva tant per part de monàstics com de laics, sense oposició entre si.
Hu Shih, una figura important en la reforma del xinès de principis del segle xx, va escriure que el Vimalakīrti Nirdeśa estava entre les tres traduccions més influents fetes per Kumārajīva (les altres dues serien el Sutra del Diamant i el Sutra del Lotus). Com a obra literària, va elogiar aquesta versió del sūtra com "meitat novel·la i meitat drama, amb enorme impacte en la literatura i les belles arts". També Nan Huaijin considerava que aquesta traducció del Vimalakīrti Nirdeśa és una peça única de la literatura xinesa i forma "gairebé el seu propi camp literari".
Segons la descripció de Nan Huaijin del sistema monàstic Chan/Zen, l'abat del monestir solia viure en una petita habitació que tenia com a model la cambra de Vimalakīrti. Aquestes cambres, i també la del mateix abat, es coneixien col·loquialment com fāngzhàng (xinès: 方丈, japonès: Hōjō), o "tres metres quadrats". Això es refereix a la descripció al sutra de l'habitació aparentment petita i humil de Vimalakīrti, que el text retrata transformant miraculosament en una vasta sorra còsmica en la qual s'ensenyen veritats transcendents per a una audiència de bodhisattves avançats.

## Sinopsi
El sutra comença amb Buda ensenyant el Dharma a una gran assemblea de la sangha, bodhisattves celestials, laics i diversos deves o altres éssers no humans als jardins d'Amra, a l'antiga ciutat de Vaishali, situada al nord-est de l'Índia. Vimalakīrti, un laic budista que és considerat un model de virtut, fingeix estar malalt. Quan el governant de la regió i diversos funcionaris o altres personatges el visiten, aprofita l'oportunitat per exposar els ensenyaments del dharma sobre la impermanència i el cos de Buda.

Quan el Buda Shakyamuni s'assabenta de la situació, demana a cadascun dels seus deu deixebles monjos més importants que visitin Vimalakīrti durant la seva malaltia, però un a un rebutgen de fer-ho, cadascun citant un incident passat en el qual Vimalakīrti el va reprendre per alguna deficiència en la seva comprensió del Dharma. El mateix es repeteix amb diversos grans bodhisattves, fins que finalment Mañjuśrī, el bodhisattva de la saviesa, accepta d'anar a veure Vimalakīrti.
Vimalakīrti i Mañjuśrī discuteixen posteriorment punts de doctrina a la petita habitació de Vimalakīrti, que miraculosament acomoda les multituds de persones que l'han vingut a veure. Finalment, als jardins d'Amra, Vimalakīrti i Mañjuśrī s'uneixen al Buda Shakyamuni per a altres exposicions del Dharma i la realització de demostracions dels seus poders sobrenaturals.
El sutra de Vimalakīrti conclou amb lloances del sutra mateix, i una escena de "delegació" en la qual el Buda Shakyamuni crida al bodhisattva Maitreya, que està destinat a ser el proper Buda a aparèixer en aquest món, per guardar el sutra i assegurar que sigui àmpliament propagat.

## Traduccions
Actualment hi ha diverses traduccions disponibles.
En castellà, Fernando Tola i Carmen Dragonetti en van publicar una versió el 2018. Hi ha també una de Laureano Ramírez Bellerín de 2004, a partir de la versió de Kumaradjiva, i una altra a càrrec del mestre zen Dokushō Villalba, publicada per primera vegada el 1989.
En anglès, n'hi ha almenys sis. Tres han estat traduïdes de la versió xinesa de Kumaradjiva (344-413 413 d. C.), dues més de la versió tibetana del cànon Kanjur, i una del recentment descobert text sànscrit.
En xinès sobreviuen tres versions, la citada versió de Kumaradjiva, la de Xuanzang i una -la més primerenca- del laic Zhi Qian.
En tibetà hi ha dues versions conegudes: la del Kanjur, que Chos-nyid-tshul-khrims va compondre a principis del segle viii, i la versió de Dunhuang trobada a principis del segle xx. També hi ha diverses traduccions al japonès, coreà, mongol i manxú. Circula, a més a més, una versió popular en francès a partir del tibetà, feta per l'erudit Étienne Lamotte.